# 岐阜県立郡上北高等学校
岐阜県立郡上北高等学校（ぎふけんりつ ぐじょうきたこうとうがっこう）は、岐阜県郡上市白鳥町為真に所在する公立高等学校。

## 学科

### 2019年以降の入学者
2019年（令和元年）度入学者よりコースを再編して、単位制を導入。
- 進学コース
- 介護・福祉コース
- 地域産業コース
- 観光・ビジネスコース

### 2012年から2018年の入学者
2012年（平成24年）度入学者より、2コースだったものを4コースに変更。
- 進学コース（旧普通コース〔2年進級時選択〕）
  - 合格後、もしくは入学時に選択可能。
  - 大学・短大・看護等の専門学校への進学を目指し、学習を行っていく。

- コミュニケーションコース（旧普通コース〔2年進級時選択〕）
  - 2年生進級時に選択可能。
  - コミュニケーション能力を育成し、就職・専門学校への進学を目指していく。

- ライフデザインコース（旧普通コース〔2年進級時選択〕）
  - 2年生進級時に選択可能。
  - マナーや社会性、自立能力を育成し、就職・専門学校への進学を目指していく。

- ビジネスコース（旧情報コース）
  - 入試時に選択して受験。名称が改称されただけで、基本的な内容は変わっていない。
  - 普通科の授業に加え、商業に関する技術を習得し、資格取得を目指していく。

### 2011年（平成23年）以前の入学者
- 普通コース
- 情報コース

## 沿革
- 1948年（昭和23年）
  - 7月15日 - 郡上郡白鳥町に岐阜県立郡上農林高等学校白鳥分校として授業を開始。定時制の分校であり、設置学科は農業科・家庭科。白鳥町立白鳥小学校の校舎の一部を仮校舎とする。
  - 8月23日 - 岐阜県立郡上高等学校白鳥分校に改称する。
- 1950年（昭和25年）9月 - 白鳥小学校敷地内に独立校舎が完成。
- 1952年（昭和27年）7月 - 農業科、家庭科を廃止。普通科を設置。
- 1959年（昭和34年）8月1日 - 白鳥町立郡上北高等学校として独立。定時制普通科を設置。
- 1961年（昭和36年）11月 - 現在地に校舎が完成し、移転。
- 1963年（昭和38年） - 県立移管推進委員会が結成され、郡上北高校の岐阜県への移管の動きが起きる。
- 1965年（昭和40年）4月1日 - 岐阜県に移管され、岐阜県立郡上北高等学校に改称する。定時制を廃止し、全日制の高校となる。
- 1991年（平成3年） - 普通科「情報コース」を設置。
- 2010年（平成22年） - 白鳥中学校と中高一貫教育（連携型）をスタート[1]。
- 2012年（平成24年） - 情報コースの名称を“ビジネスコース”へ改称。

## 部活動

### 運動部
- 硬式野球部 - 選抜高等学校野球大会の21世紀枠の出場候補に挙がったことがある。
- バレーボール部
- バスケットボール部
- 相撲部
- 射撃部
- バドミントン部
- ソフトテニス部
- ソフトボール部（休部）

### 文化部
- 科学部
- 吹奏楽部
- 演劇部
- 茶道部
- 華道部
- 美術部
- 書道部
- ESS同好会

## 連携型中高一貫教育
2010年（平成22年）3月16日に、同年4月より岐阜県内で3例目の連携型中高一貫教育がスタートすると岐阜県・郡上市各教育委員会から発表された。
高校教員と中学校教員がペアとなって中学校生徒に授業する交流授業・両校の生徒会や部活動と交流などを行い当校の校訓である不撓不屈の郡上人を育てる計画である。

## アクセス
- 東海北陸自動車道 白鳥ICより車で約10分。
- 中部縦貫自動車道 白鳥西ICより車で約10分。
- 長良川鉄道越美南線 美濃白鳥駅より徒歩で約15分。
- 岐阜バス「郡上白鳥」バス停より徒歩で約15分。